# Michel Rousseau (ciclista)
Michel Guy Rousseau (París, 5 de febrero de 1936–Saint-Yrieix-la-Perche, 23 de septiembre de 2016) fue un deportista francés que compitió en ciclismo en la modalidad de pista, especialista en las pruebas de velocidad. Es abuelo del saltador Cassiel Rousseau.
Participó en los Juegos Olímpicos de Melbourne 1956, obteniendo una medalla de oro en la prueba de velocidad individual. Ganó cinco medallas en el Campeonato Mundial de Ciclismo en Pista entre los años 1956 y 1961.
En 2002 fue elegido miembro del Salón de la Fama de la UCI.

## Medallero internacional
| Juegos Olímpicos   | Juegos Olímpicos         | Juegos Olímpicos | Juegos Olímpicos         |
| Año                | Lugar                    | Medalla          | Competición              |
| ------------------ | ------------------------ | ---------------- | ------------------------ |
| 1956               | Melbourne (Australia)    | Medalla de oro   | Velocidad individual     |
| Campeonato Mundial |                          |                  |                          |
| Año                | Lugar                    | Medalla          | Competición              |
| 1956               | Copenhague (Dinamarca)   | Medalla de oro   | Velocidad individual (A) |
| 1957               | Rocourt (Bélgica)        | Medalla de oro   | Velocidad individual (A) |
| 1958               | París (Francia)          | Medalla de oro   | Velocidad individual (P) |
| 1959               | Ámsterdam (Países Bajos) | Medalla de plata | Velocidad individual (P) |
| 1961               | Zúrich (Suiza)           | Medalla de plata | Velocidad individual (P) |